# Saint-Meslin-du-Bosc
Pour les articles homonymes, voir Meslin (homonymie).
Saint-Meslin-du-Bosc (prononcer « sain mess'lin du bô ») est une commune française située dans le département de l'Eure, en région Normandie.

## Géographie

### Communes limitrophes
|                                                        | La Haye-du-Theil     |                       |
| Le Bosc-du-Theil (comm. dél. de Saint-Nicolas-du-Bosc) | Saint-Meslin-du-Bosc | Tourville-la-Campagne |
|                                                        | La Pyle              |                       |

### Hydrographie
La commune est située dans le bassin Seine-Normandie. Elle n'est drainée par aucun cours d'eau,.

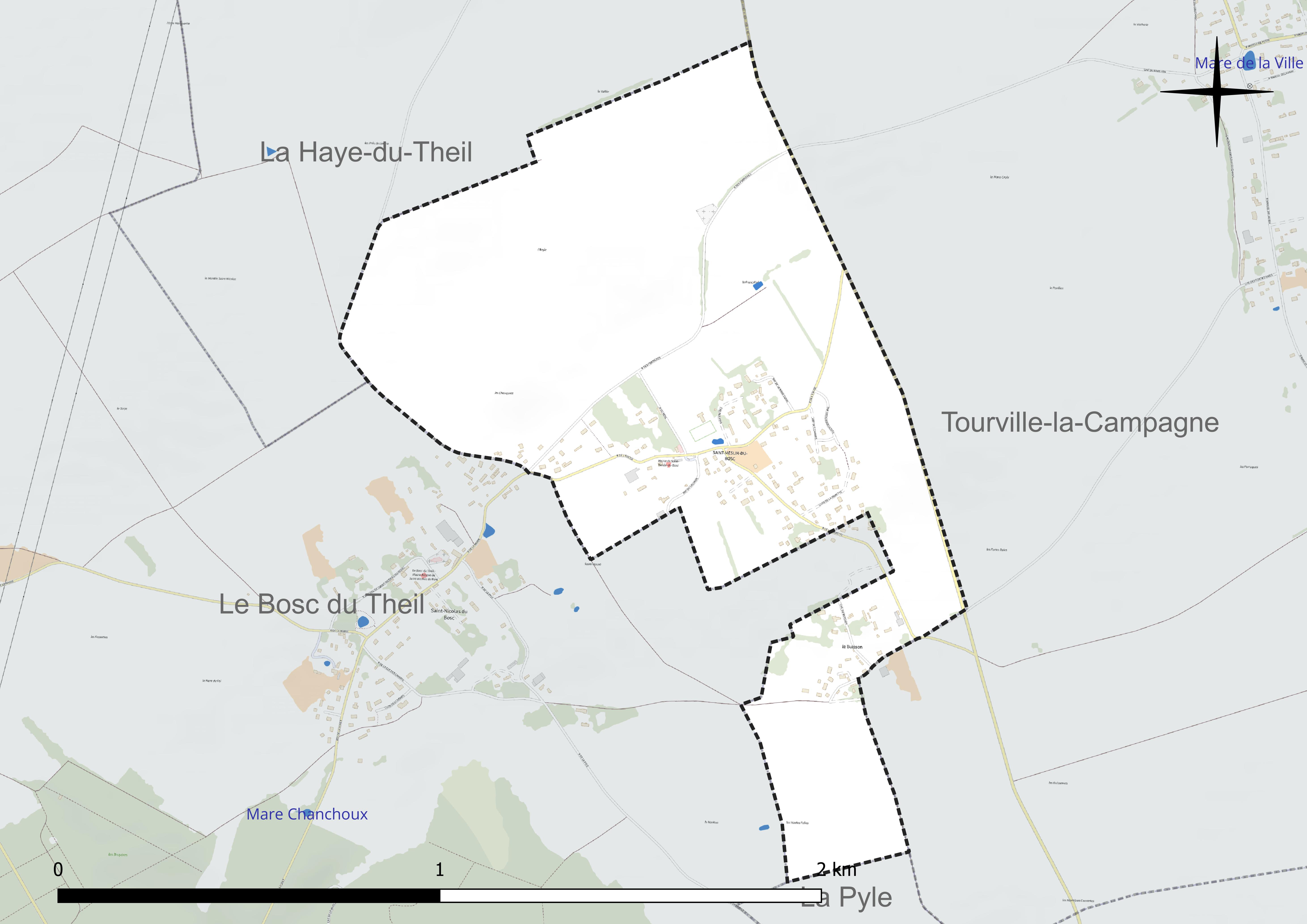
Réseau hydrographique de Saint-Meslin-du-Bosc.

### Climat
Pour des articles plus généraux, voir Climat de la Normandie et Climat de l'Eure.
En 2010, le climat de la commune est de type climat océanique dégradé des plaines du Centre et du Nord, selon une étude du CNRS s'appuyant sur une série de données couvrant la période 1971-2000. En 2020, Météo-France publie une typologie des climats de la France métropolitaine dans laquelle la commune est exposée à un climat océanique et est dans la région climatique  Côtes de la Manche orientale, caractérisée par un faible ensoleillement (1 550 h/an) ; forte humidité de l’air (plus de 20 h/jour avec humidité relative > 80 % en hiver), vents forts fréquents. Parallèlement le GIEC normand, un groupe régional d’experts sur le climat, différencie quant à lui, dans une étude de 2020, trois grands types de climats pour la région Normandie, nuancés à une échelle plus fine par les facteurs géographiques locaux. La commune est, selon ce zonage, exposée à un « climat contrasté des collines », correspondant au Pays d’Auge, Lieuvin et Roumois, moins directement soumis aux flux océaniques et connaissant toutefois des précipitations assez marquées en raison des reliefs collinaires qui favorisent leur formation.
Pour la période 1971-2000, la température annuelle moyenne est de 10,2 °C, avec  une amplitude thermique annuelle de 13,7 °C. Le cumul annuel moyen de précipitations est de 757 mm, avec 12,3 jours de précipitations en janvier et 8,5 jours en juillet. Pour la période 1991-2020, la température moyenne annuelle observée sur la station météorologique la plus proche, située sur la commune de Brionne à 12 km à vol d'oiseau, est de 11,5 °C et le cumul annuel moyen de précipitations est de 791,7 mm,. Pour l'avenir, les paramètres climatiques de la commune estimés pour 2050 selon différents scénarios d’émission de gaz à effet de serre sont consultables sur un site dédié publié par Météo-France en novembre 2022.

## Urbanisme

### Typologie
Au 1er janvier 2024, Saint-Meslin-du-Bosc est catégorisée commune rurale à habitat dispersé, selon la nouvelle grille communale de densité à 7 niveaux définie par l'Insee en 2022.
Elle est située hors unité urbaine. Par ailleurs la commune fait partie de l'aire d'attraction de Rouen, dont elle est une commune de la couronne,. Cette aire, qui regroupe 317 communes, est catégorisée dans les aires de 200 000 à moins de 700 000 habitants,.

### Occupation des sols
L'occupation des sols de la commune, telle qu'elle ressort de la base de données européenne d’occupation biophysique des sols Corine Land Cover (CLC), est marquée par l'importance des territoires agricoles (87,6 % en 2018), une proportion identique à celle de 1990 (87,6 %). La répartition détaillée en 2018 est la suivante : 
terres arables (87,6 %), zones urbanisées (12,4 %). L'évolution de l’occupation des sols de la commune et de ses infrastructures peut être observée sur les différentes représentations cartographiques du territoire : la carte de Cassini (XVIIIe siècle), la carte d'état-major (1820-1866) et les cartes ou photos aériennes de l'IGN pour la période actuelle (1950 à aujourd'hui).

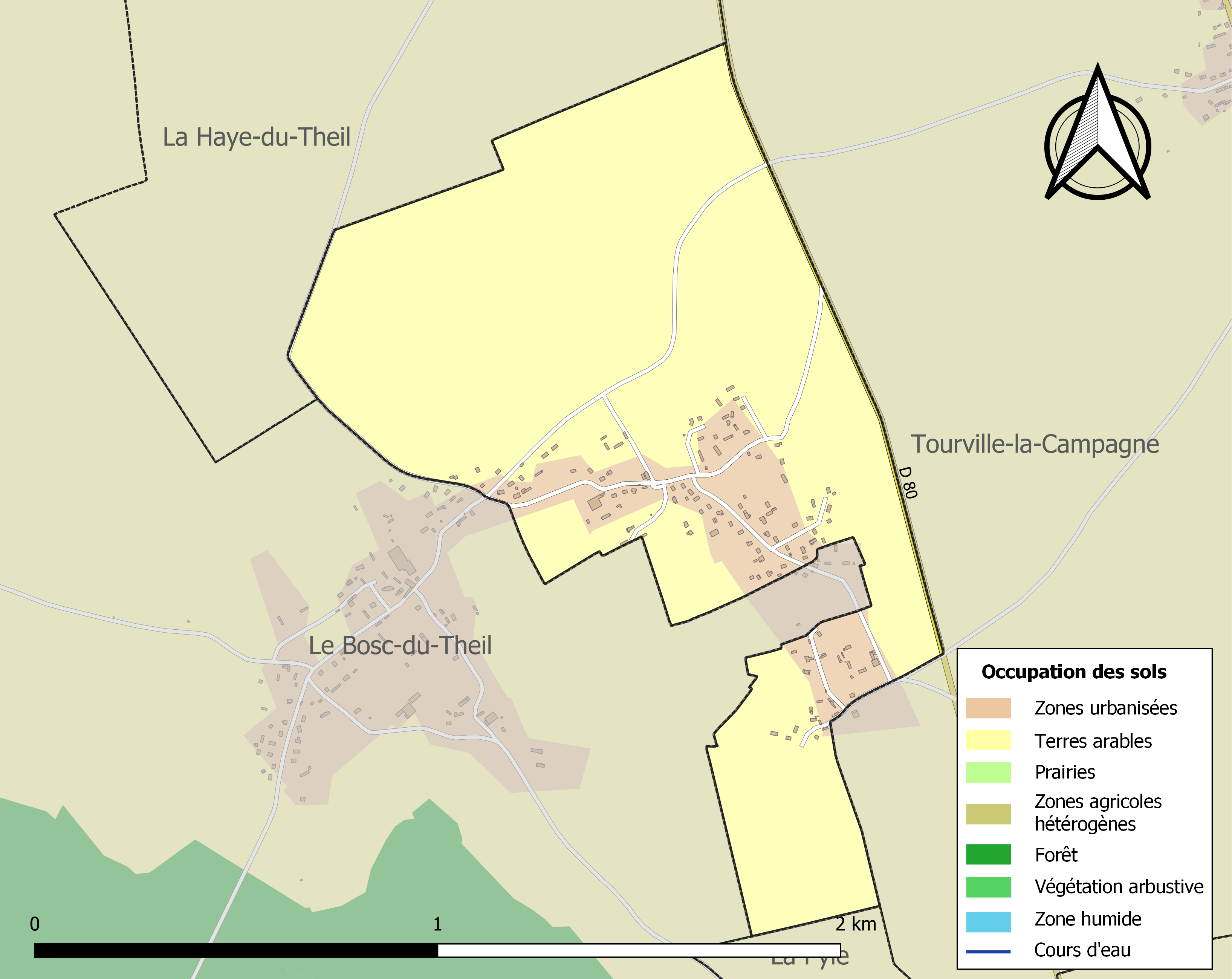
Carte des infrastructures et de l'occupation des sols de la commune en 2018 (CLC).

### Habitat et logement
En 2018, le nombre total de logements dans la commune était de 97, alors qu'il était de 91 en 2013 et de 78 en 2008.
Parmi ces logements, 92,8 % étaient des résidences principales, 1 % des résidences secondaires et 6,2 % des logements vacants. Ces logements étaient pour 100 % d'entre eux des maisons individuelles et pour 0 % des appartements.
Le tableau ci-dessous présente la typologie des logements à Saint-Meslin-du-Bosc en 2018 en comparaison avec celle de l'Eure et de la France entière. Une caractéristique marquante du parc de logements est ainsi une proportion de résidences secondaires et logements occasionnels (1 %) inférieure à celle du département (6,3 %) et à celle de la France entière (9,7 %). Concernant le statut d'occupation de ces logements, 91,1 % des habitants de la commune sont propriétaires de leur logement (88,8 % en 2013), contre 65,3 % pour l'Eure et 57,5 % pour la France entière.
| Typologie                                               | Saint-Meslin-du-Bosc | Eure | France entière |
| ------------------------------------------------------- | -------------------- | ---- | -------------- |
| Résidences principales (en %)                           | 92,8                 | 85,4 | 82,1           |
| Résidences secondaires et logements occasionnels (en %) | 1                    | 6,3  | 9,7            |
| Logements vacants (en %)                                | 6,2                  | 8,3  | 8,2            |

## Toponymie
Le nom de la localité est attesté sous les formes Semeleingne en 1307 (Dans un acte royal), Semelaigne en 1387 et en 1412(aveu du seigneur de Tourville, dans un acte du tabellionage d'Amfreville-la-Campagne), Simelaigne en 1412 (comptes de la seigneurie du Neubourg), Semelagne en 1414 (tabellionage de Rouen), Saint Meslaing et Saint Meslagne au XVe siècle (L. P.), Saint Melaigne du Bosc en 1542 (aveu de Claude de Lorraine), Saint Meslain du Bosc en 1767 (dépt de l’élect. de Conches), Saint Meslin du Bosc en 1868 (cachet de la mairie).

## Politique et administration

### Rattachements administratifs et électoraux

#### Rattachements administratifs
La commune se trouve depuis 1926 dans l'arrondissement d'Évreux du département de l'Eure.  
Elle faisait partie depuis 1821 du canton d'Amfreville-la-Campagne. Dans le cadre du redécoupage cantonal de 2014 en France, cette circonscription administrative territoriale a disparu, et le canton n'est plus qu'une circonscription électorale.

#### Rattachements électoraux
Pour les élections départementales, la commune fait partie depuis 2014 du canton  du Neubourg
Pour l'élection des députés, elle fait partie de la quatrième circonscription de l'Eure.

### Intercommunalité
Saint-Meslin-du-Bosc était membre de la communauté de communes d'Amfreville-la-Campagne, un établissement public de coopération intercommunale (EPCI) à fiscalité propre créé fin 1995  et auquel la commune avait transféré un certain nombre de ses compétences, dans les conditions déterminées par le code général des collectivités territoriales.
Dans le cadre des dispositions de la loi portant nouvelle organisation territoriale de la République du 7 août 2015, qui prévoit que les établissements publics de coopération intercommunale (EPCI) à fiscalité propre doivent avoir un minimum de 15 000 habitants, cette intercommunalité a fusionné avec ses voisines pour former, le 1er janvier 2017, la communauté  de communes Roumois Seine. Après une crise politique, 14 communes quittent cette intercommunalité et  Saint-Meslin-du-Bosc — accompagné de Fouqueville, la Haye-du-Theil, le Bosc du Theil et Tourville-la-Campagne — rejoint la communauté de communes du Pays du Neubourg. 

### Liste des maires
| Période                                  | Période                        | Identité               | Étiquette | Qualité                                  |
| ---------------------------------------- | ------------------------------ | ---------------------- | --------- | ---------------------------------------- |
| Les données manquantes sont à compléter. |                                |                        |           |                                          |
| 2004                                     | octobre 2022                   | Jean-Jacques Lebreton, | PS        | Cheminot Démissionnaire                  |
| octobre 2022                             | En cours (au 16 décembre 2022) | Christian Bonneau      |           | Ancien cadre chez France Télécom à Tours |

## Démographie
L'évolution du nombre d'habitants est connue à travers les recensements de la population effectués dans la commune depuis 1793. Pour les communes de moins de 10 000 habitants, une enquête de recensement portant sur toute la population est réalisée tous les cinq ans, les populations de référence des années intermédiaires étant quant à elles estimées par interpolation ou extrapolation. Pour la commune, le premier recensement exhaustif entrant dans le cadre du nouveau dispositif a été réalisé en 2008.

En 2022, la commune comptait 308 habitants, en évolution de +7,32 % par rapport à 2016 (Eure : −0,25 %, France hors Mayotte : +2,11 %).
| 1793 | 1800 | 1806 | 1821 | 1831 | 1836 | 1841 | 1846 | 1851 |
| ---- | ---- | ---- | ---- | ---- | ---- | ---- | ---- | ---- |
| 190  | 183  | 196  | 186  | 178  | 140  | 121  | 127  | 130  |

| 1856 | 1861 | 1866 | 1872 | 1876 | 1881 | 1886 | 1891 | 1896 |
| ---- | ---- | ---- | ---- | ---- | ---- | ---- | ---- | ---- |
| 120  | 123  | 127  | 118  | 102  | 94   | 84   | 67   | 71   |

| 1901 | 1906 | 1911 | 1921 | 1926 | 1931 | 1936 | 1946 | 1954 |
| ---- | ---- | ---- | ---- | ---- | ---- | ---- | ---- | ---- |
| 64   | 51   | 56   | 41   | 51   | 39   | 36   | 42   | 47   |

| 1962 | 1968 | 1975 | 1982 | 1990 | 1999 | 2006 | 2008 | 2013 |
| ---- | ---- | ---- | ---- | ---- | ---- | ---- | ---- | ---- |
| 47   | 76   | 84   | 95   | 140  | 156  | 210  | 228  | 274  |

| 2018 | 2022 | - | - | - | - | - | - | - |
| ---- | ---- | - | - | - | - | - | - | - |
| 282  | 308  | - | - | - | - | - | - | - |

## Culture locale et patrimoine

### Lieux et monuments
- Église Saint-Nicolas ou église Saint-Louis dite aussi Saint-Mélain

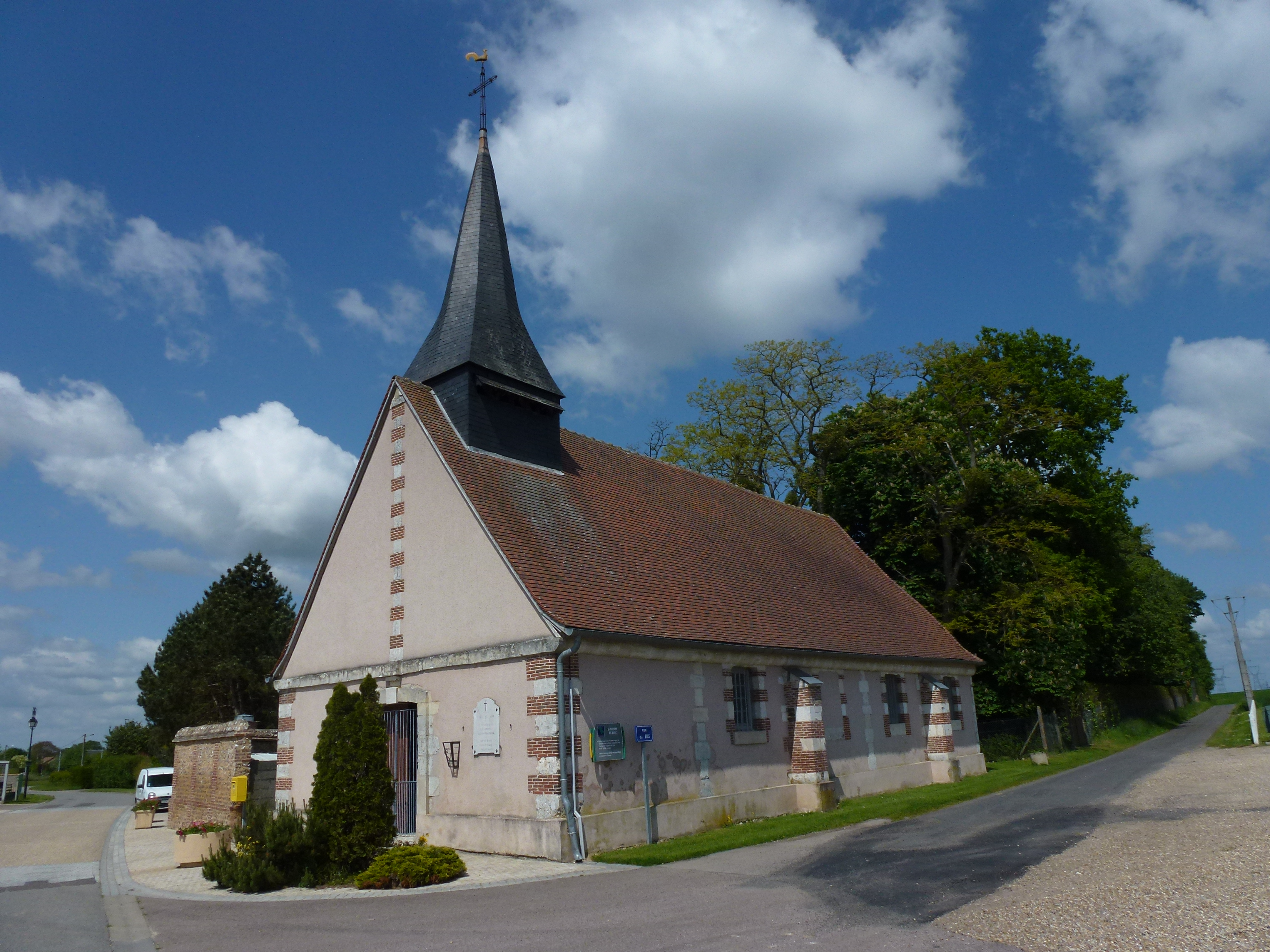
Église Saint-Nicolas.
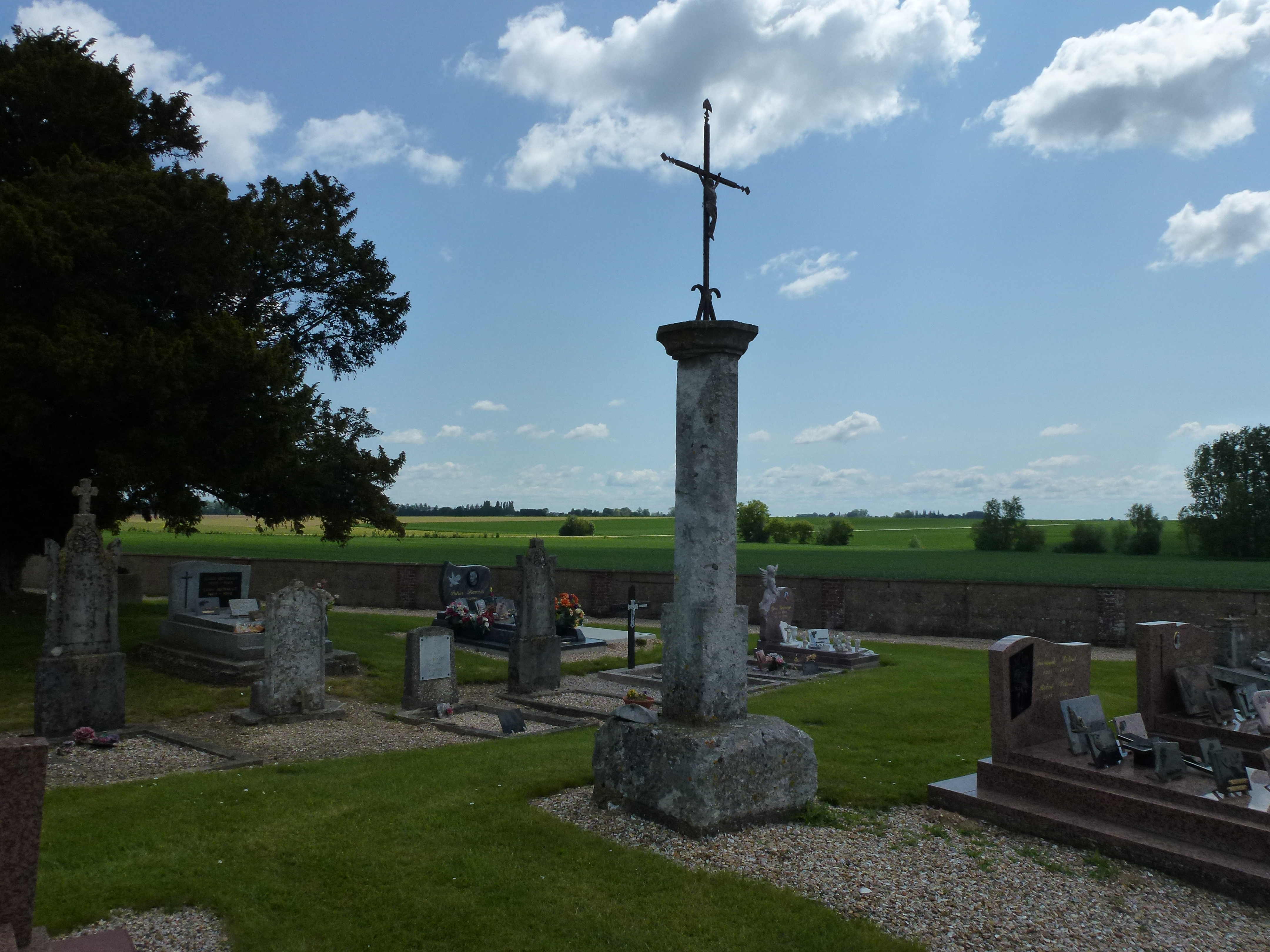
Croix de cimetière.
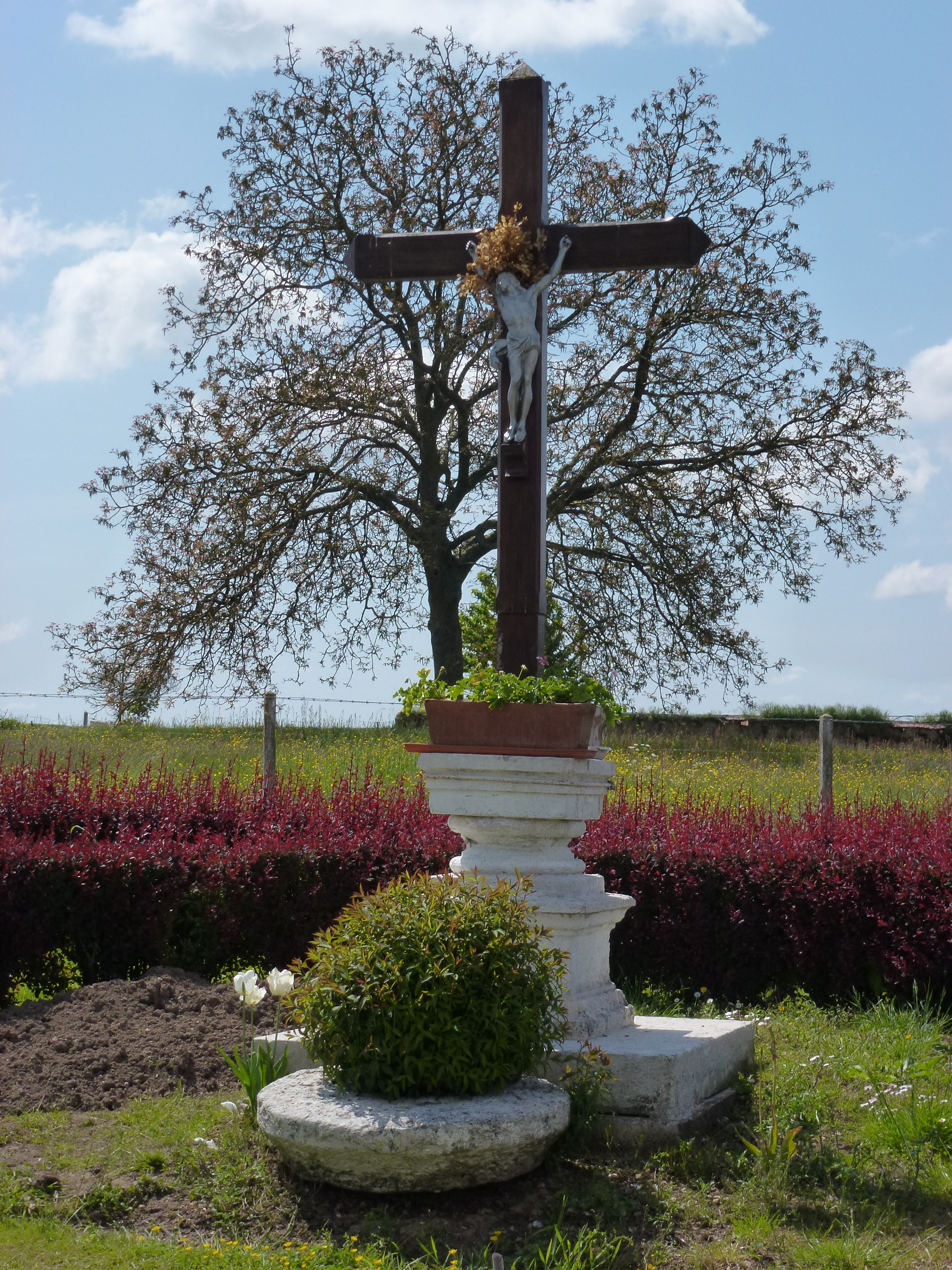
Croix de chemin.
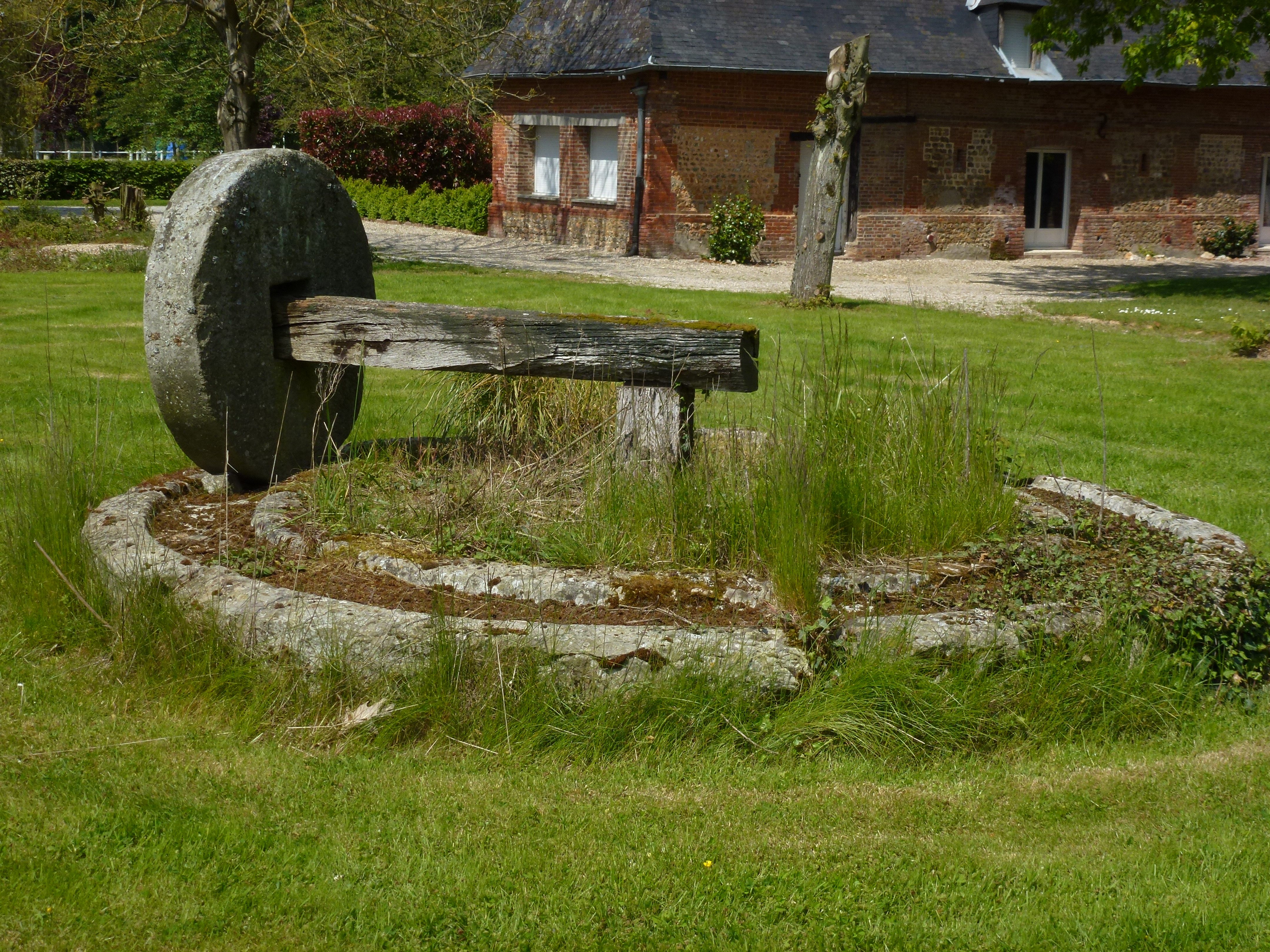
Pressoir.

### Héraldique
| Blason de Saint-Meslin-du-Bosc | Blason  | D'argent au pommier de sinople, fruité de gueules, accosté de deux lions affrontés du même; au chef de sable chargé de trois abeilles d'or. |
| Blason de Saint-Meslin-du-Bosc | Détails | Brevet d’armoiries du Conseil Français d'Héraldique, 2014                                                                                   |